# Aleksandr Tsjernysjov
Alexander Ivanovitsj Tsjernysjov (Russisch: Александр Иванович Чернышев, Duitse transcriptie: Tschernicheff) (Moskou, 10 januari 1786 - Castellammare di Stabia, 20 juni 1857) was een Russisch militair, diplomaat en minister van Oorlog in de eerste helft van de 19e eeuw. Graaf Tsjernysjov was in 1813 betrokken bij de bevrijding van Duitsland. Na ambassadeur bij de Heilige Stoel te zijn geweest werd hij door tsaar Alexander I tot minister van Oorlog benoemd. Het was onder zijn politieke leiding dat het Russische leger na jarenlange strijd de Kaukasus, waaronder het strijdlustige Tsjetsjenië, wist te veroveren. In 1829 werd hij ook "Chef de l'état-major général de l'armée.
Gravin Alexander Tsjerysjov komt voor in de memoires van L. Léouzon le Duc als de "orgelende echtgenote van de minister van Oorlog die in de Petersburgse salons bij voortduring vertelde hoe haar echtgenoot een onbenullig stadje in Duitsland bevrijdde". In feite ging het om het door de Fransen zwaarverdedigde Kassel, hoofdstad van het Koninkrijk Westfalen, dat door deze "Kozakken-generaal" met artillerie werd bestookt.
Koning Willem I der Nederlanden heeft Tsjernysjov op 27 november 1815 tot commandeur in de Militaire Willems-Orde benoemd. 

## Militaire loopbaan
- Soldaat: 1802[1]
- Vaandrig: 20 september 1802[1]
- Luitenant: september 1804
- Rittmeester: oktober 1809
- Kolonel: 6 november 1810[1]
- Generaal-majoor: 22 november 1812[1]
- Luitenant-generaal: 20 februari 1814[1]
- Generaal der Cavalerie: 2 oktober 1827[1]

## Onderscheidingen
- Orde van Sint-Vladimir
  - 1e klasse op 6 december 1828
  - 2e klasse 1813
  - 4e klasse in 1806
- Orde van Sint-George
  - 3e klasse op 17 februari 1813[1]
  - 4e klasse op 20 mei 1808[1]
- Gouden zwaard voor Dapperheid in 1807
- Gouden zwaard voor Dapperheid met Diamanten in 1813
- Legioen van Eer[1]
  - Commandeur in 1814
  - Ridder[1]
- Orde van Sint-Anna
  - Diamanten boorden in 1813
  - 1e klasse in 1813
- Alexander Nevski-orde
  - Diamanten boorden op 21 april 1823
  - 1e klasse op 25 juli 1820
- Orde van de Witte Adelaar in 1830[1]
- Graaf in 1826
- Pour le Mérite in 1807[1]
- Orde van de Rode Adelaar, 1e klasse in 1813[1]
- Grootkruis in de Orde van het Zwaard in 1813[1]
- Commandeur in de Militaire Max Joseph-Orde in 1813[1]
- Grootkruis in de Huisorde van de Gouden Leeuw in 1813[1]
- Militaire Orde van Verdienste in 1813[1]
- Orde van Maria Theresia, 3e klasse in 1814[1]
- Commandeur in de Orde van de Heilige Lodewijk in 1814
- Grootkruis in de Orde van Sint-Mauritius en Sint-Lazarus in 1822[1]
- Orde van de Zwarte Adelaar, 1e klasse in 1834[1]
- Orde van de Serafijnen op 20 augustus 1845[1]
- Grootkruis in de Orde van de Heilige Stefanus in 1849[1]
- Grootkruis in de Orde van Aviz in 1856, 1e klasse[1]